# Maduració d'Ostwald

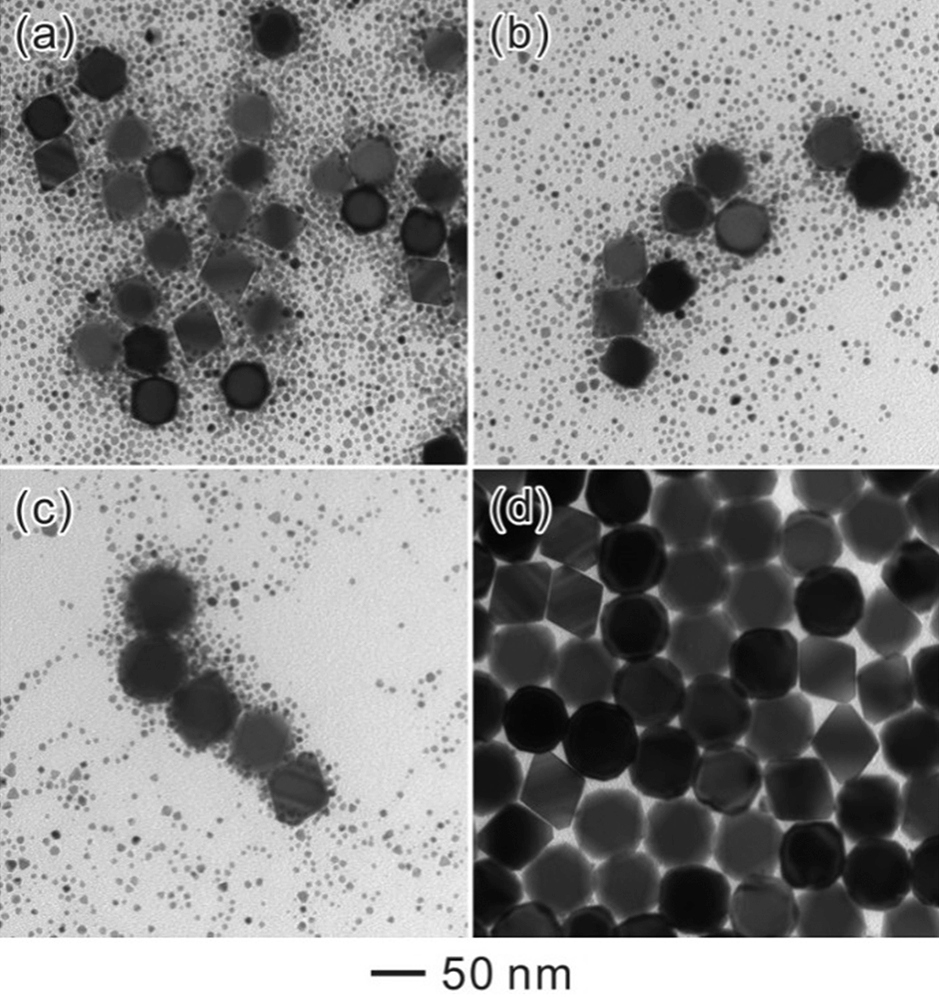
Maduració d'Ostwald en nanopartícules de Pd dissoltes formaldehid a 6 (a), 24 (b), 48 (c) i 72 hores (d). Les partícules petites de Pd estan sent consumides com el més gran uns creixen més grans.s consumeixen mentre que les grans creixen.

La maduració d’Ostwald és un fenomen observat en solucions líquides o sòlides que descriu el moviment d’estructures no homogènies (per exemple: petits cristalls o partícules sòlides) al llarg del temps fins a dipositar-se sobre cristalls o partícules sòlides més grans
La dissolució de cristalls petits o partícules sòlides i la redeposició de les espècies dissoltes a la superfície de cristalls més grans o partícules sòlides més grans fou descrita per primer cop per Wilhelm Ostwald l'any 1896. En el cas de sistemes colloidals, la maduració d’Ostwald també s'observa en emulsions d'aigua en oli, mentre que la floculació s'observa en emulsions d'oli en aigua.

## Mecanisme
Aquest procés, produït a causa d'efectes termodinàmics, succeeix perquè les partícules de major mida són més energèticament favorables que les de menors dimensions. Això es deriva del fet que les molècules en la superfície d'una partícula són menys estables que les del seu interior.

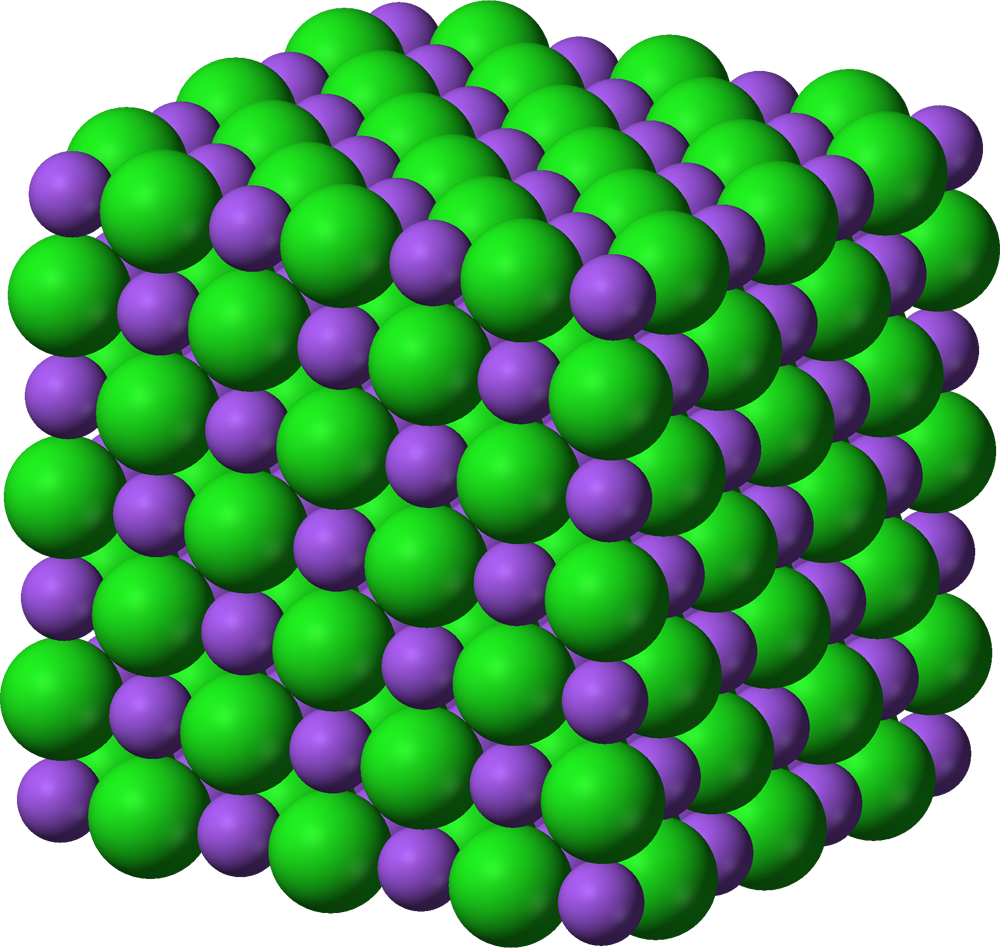
Estructura cúbica cristal·lina (clorur de sodi)

En considerar un cristall d'estructura atòmica cúbica, tots els àtoms en el seu interior estan enllaçats a 6 àtoms veïns, aconseguint certa estabilitat. Els àtoms en la superfície estan lligats, com a màxim, a 5 àtoms més. Així doncs, els constituents en la superfície són menys estables. Les partícules més grans, en tenir més àtoms en el seu interior en relació als que hi ha a la superfície que les partícules més petites, seran més estables. Tot sistema físic tendeix a minimitzar l'energia total, de manera que els àtoms superficials de les partícules petites es desenllaçaran i adheriran a les de majors dimensions.
L'equació de Kelvin descriu la relació entre el radi de curvatura de les partícules i el potencial químic entre la superfície i el volum intern:
{\displaystyle \Delta \mu ={\frac {2\sigma \nu _{at}}{r}}}
on {\displaystyle \mu } correspon al potencial químic, {\displaystyle \sigma } és la tensió superficial, {\displaystyle V_{at}} es tracta del volum atòmic i {\displaystyle r} es refereix al \underline{radi} de la mateixa partícula.
El potencial químic d'una dissolució ideal també es pot expressar com a funció de la concentració del solut si la fase líquida està en equilibri amb la fase sòlida.
{\displaystyle \mu =K_{B}Tln(C_{eq})}
on {\displaystyle K_{B}} és la Constant de Boltzmann, {\displaystyle T} és la temperatura i {\displaystyle C_{eq}} es tracta de la concentració de solut en una solució on les fases líquida i sòlida es troben en equilibri.
Combinant ambdues expressions s'obté la següent expressió:
{\displaystyle K_{B}Tln\left({\frac {C_{eq}}{C_{\infty }}}\right)={\frac {2\sigma \nu _{at}}{r}}\rightarrow C_{eq}(r)=C_{eq}(\infty )e^{\frac {2\sigma \nu _{at}}{rK_{B}T}}}
D'aquesta manera, la concentració d'equilibri {\displaystyle C_{eq}} és major al voltant de partícules de majors dimensions.
{\displaystyle C_{eq}(r)>C_{eq}(R)}
on {\displaystyle r} i {\displaystyle R} són els radis de les partícules, amb {\displaystyle r<R}.
Fent ús de la primera llei de difusió de Fick, es coneix que les partícules es desplaçaran des de punts on la concentració és major (és a dir, les partícules en solució es són properes entre elles) a punts de menor concentració (les partícules en solució es troben a més distància). Així doncs, les partícules més petites tendiran a disminuir en mida, mentre les de majors dimensions creixeran. Com a conseqüència, hi haurà augment de la mitjana de la mida de les nanopartícules en dissolució, i una disminució en la dispersió de mides de les mateixes.
D'aquesta manera, quan una solució evoluciona fins a temps llargs (concretament en el cas extrem {\displaystyle t\rightarrow \infty }), les partícules acaben formant una única esfera que minimitza la superfície total.
S'ha dut a terme molta recerca al voltant de la modelització de la Maduració d'Ostwald.L'any 1958, Lifshitz i Slyozov. van realitzar investigacions matemàtiques sobre el fenomen, en concret pel cas on la difusió del material és el procés més lent. Van començar descrivint com una sola partícula creix en una dissolució. Aquesta equació descriu on se situa la frontera entre partícules petites, que disminueixen en mida, i grans, que creixeran amb el temps. Finalment van concloure que el radi de les partícules {\displaystyle \langle R\rangle } segueix l'expressió:
{\displaystyle \langle R\rangle ^{3}-\langle R\rangle _{0}^{3}={\frac {8\gamma s_{\infty }v^{2}D}{9R_{g}T}}t}
on
| {\displaystyle \langle R\rangle } | = | Radi mitjà de totes les partícules                           |
| {\displaystyle \gamma }           | = | Tensió de superfície de la partícula o energia de superfície |
| {\displaystyle s_{\infty }}       | = | Solubilitat del material de partícula                        |
| {\displaystyle v}                 | = | Volum molar del material de partícula                        |
| {\displaystyle D}                 | = | Coeficient de difusió del material de partícula              |
| {\displaystyle R_{g}}             | = | Constant de gas ideal                                        |
| {\displaystyle T}                 | = | Temperatura absoluta i                                       |
| {\displaystyle t}                 | = | Temps.                                                       |

És important notar que la magnitud {\displaystyle \langle R\rangle ^{3}} és diferent de {\displaystyle \langle R^{3}\rangle } i només aquesta última pot ser usada per calcular el volum mitjà. A més, l'afirmació que {\displaystyle R} és proporcional {\displaystyle t^{1/3}} es basa en el fet que {\displaystyle \langle R\rangle _{0}} sigui zero; però degut a que la nucleació és un procés separat del creixement, {\displaystyle \langle R\rangle _{0}} se situa fora dels límits de la validesa de l'equació. En contextos en què el valor real de {\displaystyle \langle R\rangle _{0}} és irrellevant, es pot realitzar un enfocament que respecta el significat de tots els termes prenent la derivada temporal de l'equació. D'aquesta manera, s'elimina {\displaystyle \langle R\rangle _{0}} Un altre enfocament possible seria fer el canvi de {\displaystyle \langle R\rangle _{0}} a {\displaystyle \langle R\rangle _{i}} de tal manera que {\displaystyle i} tingui un valor positiu.
L'equació per a la funció de distribució de mida {\displaystyle f(R,t)} de partícules està també continguda en la deducció de Lifshitz i Slyózov. Per conveniència, el radi de les partícules es divideix pel radi mitjà per formar una nova variable, {\displaystyle \rho =R(<R>)^{-1}}.
{\displaystyle f(R,t)={\frac {4}{9}}\rho ^{2}\left({\frac {3}{3+\rho }}\right)^{\frac {7}{3}}\left({\frac {1.5}{1.5-\rho }}\right)^{\frac {11}{3}}\exp \left(-{\frac {1.5}{1.5-\rho }}\right),\rho <1.5}
Tres anys després que Lifshitz i Sliózov publiquessin els seus descobriments (a Rússia, 1958), Carl Wagner va realitzar la seva pròpia investigació matemàtica sobre la maduració d'Ostwald, i va examinar ambdós sistemes on la difusió era lenta i també on la fixació i el despreniment en la superfície de la partícula era lenta. Tot i que els seus càlculs i el seu enfocament eren diferents, Wagner va arribar a les mateixes conclusions que Lifshitz i Slyozov per a sistemes de difusió lenta. Aquesta deducció duplicada va passar desapercebuda durant anys perquè els dos documents científics van ser publicats en bàndols oposats del Cortina de Ferro el 1961. No va ser fins a l'any 1975 que Kahlweit va destacar el fet que les teories eren idèntiques i les va combinar en la teoria Lifshitz-Slyozov-Wagner o teoria LSW de la maduració d'Ostwald. Molts experiments i simulacres han demostrat que la teoria LSW és robusta i precisa. Fins i tot per a alguns sistemes que pateixen descomposició spionidal s'ha demostrat que obeeixen quantitativament la teoria LSW després de les fases inicials del creixement.
Wagner va deduir també que quan l'acoblament i el despreniment de molècules és més lent que la difusió, llavors el ritme de creixement segueix
{\displaystyle \langle R\rangle ^{2}={\frac {64\gamma c_{\infty }v^{2}k_{s}}{81R_{g}T}}t}
on {\displaystyle k_{s}} és la constant de velocitat de reacció amb unitats de longitud per temps. Com que el radi mitjà és normalment un paràmetre que es pot mesurar en experiments, és bastant fàcil saber si un sistema obeeix l'equació de difusió lenta o l'equació d'acoblament-despreniment lent. Si les dades experimentals no obeeixen a cap equació, és probable que estigui tenint lloc un altre mecanisme i que la maduració d'Ostwald no es produeixi.
Tot i que la teoria de LSW i la maduració d'Ostwald estaven destinades inicialment a entendre la maduració dels sòlids en un fluid, la maduració d'Ostwald també s'observa en sistemes líquid-líquid, per exemple, en una polimerització en emulsiód'oli en aigua. En aquest cas, la maduració d'Ostwald causa la difusió de monòmers (per exemple, molècules individuals o àtoms) de petites gotes a partícules més grans a causa de la major solubilitat de les molècules monòmer en les gotes de monòmer més grans. La velocitat d'aquest procés de difusió està lligada a la solubilitat del monòmer en la fase contínua de l'emulsió (aigua). Això pot conduir a la desestabilització de les emulsions (per exemple, mitjançant la crema i la sedimentació).

## Exemples específics

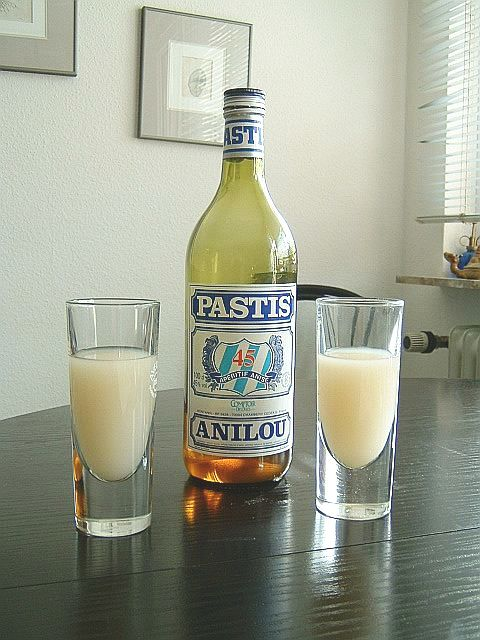
Gotetes d'oli en pastis barrejat amb aigua crescudes degut a la maduració d'Ostweald

Un exemple del dia a dia de la maduració d’Ostwald és la re-cristal·lització, la qual fa que aquests agafin una textura arenosa i cruixent. Els cristalls grans continguts al gelat creixen a costa dels petits, generant una textura més densa.
Un altre exemple gastronòmic és el de ouzo efecte, en el que les gotetes d’una microemulsió tèrbola creixen degut a la maduració d’Ostwlad.
En geologia, un exemple és l'engruiximent de la crosta, l'envelliment o el creixement de fenocristalls i cristalls en roques sòlides, que es produeix a temperatures inferiors a temperatura de solidus temperatura. Sovint s'atribueix a processos produïts en la formació de megacrysts d'ortosa, com un alternativa als processos físics que governen el creixement dels cristalls a partir de la nucleació i el les limitacions del coeficient thermochemical limitacions.
En solucions químiques aquoses i l'envelliment de precipitats envellir, el terme fa referència al creixement de cristalls grans mitjançant els cristalls petits, que tenen una solubilitat més alta que els grans. Al llarg del procés, molts cristalls petits formats en un inici (nuclis) desapareixen poc a poc, excepte uns quants que es fan més grans a expenses dels cristalls petits (creixement). Els cristalls petits actuen com a combustible pel creixement dels cristalls grans. Limitar la maduració d’Ostwald és fonamental en les solucions emprades en la síntesi de punts quàntics. La maduració d’Ostwald també és un procés clau en la digestió i envelliment dels precipitats, pas important engravimetric anàlisi. El precipitat digerit és generalment més pur, i més fàcil de netejar i de filtrar.
La maduració d’Ostwald també es pot donar en emulsions, en que les molècules difonen des de les gotes petites fins a les grans a través d’una fase contínua. Si el que es busca és una miniemulsió, s'adhereix un component extremadament hidrofòbic per tal d’evitar que el procés de la maduració d’Ostwald es dugui a terme. [17]
El creixement de les gotes grans per difusió ennúvols d’aigua líquida a l’atmosfera a costa de les gotes petites també és característic de la maduració d’Ostwald.
- Agregació
- Coalescència (química)
- Coalescència (física)
- Radi crític
- Floculació
- Kelvin equació
- Kirkendall Efecte
- Microestructura de rock
- Solubility equilibrium § Particle size effect
- Nucleació
- Crystal creixement